# Liste noire en aviation
Pour les articles homonymes, voir Liste noire (homonymie).
 (novembre 2017).
Si vous disposez d'ouvrages ou d'articles de référence ou si vous connaissez des sites web de qualité traitant du thème abordé ici, merci de compléter l'article en donnant les références utiles à sa vérifiabilité et en les liant à la section « Notes et références ».
Les listes noires en aviation sont des listes de compagnies d'aviation civile, nommées individuellement ou selon leur pays d'origine, qui sont désignées comme indésirables par des gouvernements des pays ayant mis en place leur liste. Sur cette logique, les États-Unis ont établi une liste des pays dont les compagnies étaient indésirables, l'Union européenne a établi une liste noire également.

## Principe
Originellement, chaque pays doit assurer la tutelle de ses compagnies aériennes, et les accords définis par l'OACI à la suite de la convention de Chicago prévoient que les compagnies puissent voler alors dans tous les autres pays sans autre contrainte technique, la seule contrainte étant alors d'ordre politique et économique, la délivrance de droits de trafic.
Certains états estiment que d'autres états n'assurent pas pleinement ce rôle de surveillance de leurs opérateurs aériens, et ont mis en place des critères d'acceptation (liste blanche) ou de refus de compagnies étrangères (liste noire), ou les deux à la fois.
Certains pays européens ont établi de telles listes à la suite d'accidents de compagnies étrangères dans lesquelles de nombreux ressortissants de leurs pays ont perdu la vie puis, à l'image du système instaurée par la FAA aux USA, une liste noire commune européenne a été mise en place en 2006. Elle a été mise à jour la dernière fois le 8 décembre 2020 par la Commission européenne.

## Aux États-Unis
La Federal Aviation Administration établit, depuis 1992, une liste des pays dont les autorités civiles de l'aviation se conforment, ou non, aux directives fixées par l'Organisation de l'aviation civile internationale. Selon le cas, les compagnies de ces pays sont classées en catégorie 1, pour celles qui respectent les critères de l'OACI, ou en catégorie 2 ou 2* pour celles dont ce n'est pas le cas.

## En Europe
Le 22 mars 2006, l'Union européenne a publié une liste noire comportant 96 compagnies. Cette liste est mise à jour une à deux fois par an.
Cette liste noire est complétée depuis 2012 par une liste blanche, puisque toutes les compagnies non européennes doivent fournir un dossier technique accompagnant leur demande de bénéficier d'un agrément TCO (Third Country Operator) pour pouvoir opérer au départ ou à l'arrivée d'un pays de l'Union européenne.

## En France
Après la série de crashs meurtriers d'août 2005, une liste noire des compagnies aériennes interdites en France  été établie le 29 août 2005 par la direction générale de l'Aviation civile (DGAC). Cette liste a ensuite été remplacée par la liste noire européenne.

## En Belgique
Le gouvernement belge avait publié une liste de compagnies aériennes interdites dans ses aéroports pour raisons de sécurité, qui a été ensuite remplacée par la liste noire européenne.

## Au Royaume-Uni
Le Royaume Uni, depuis le Brexit, a instauré un système d'agrément de compagnies aériennes étrangères (Third Country Operator) à l'image de celui de l'UE.

## En Suisse
Une liste noire des compagnies dont l'ensemble de la flotte est interdit a été créée en Suisse et a été rendue publique le 1er septembre 2005. Avant cette date, un voyageur ou une agence de voyages pouvaient demander à l'office fédéral de l'aviation civile, si un avion d'une compagnie bien précise y figure. Dans la liste du 1er septembre 2005 figurent 2 compagnies aériennes : la tristement célèbre Flash Airlines (Égypte) et la compagnie Air-Van Airlines (Arménie). D'après l'OFAC ces compagnies sont interdites d'atterrissage « en raison de problèmes de sécurité systématiques ».